# Homathko Estuary Park
Homathko Estuary Park är en park i Kanada.   Den ligger i provinsen British Columbia, i den sydvästra delen av landet, 3 600 km väster om huvudstaden Ottawa. Homathko Estuary Park ligger 1 meter över havet.
Terrängen runt Homathko Estuary Park är bergig åt sydost, men åt nordväst är den kuperad. Havet är nära Homathko Estuary Park åt sydost. Trakten runt Homathko Estuary Park är nära nog obefolkad, med mindre än två invånare per kvadratkilometer.. Det finns inga samhällen i närheten. 